# Caccia alla volpe (film 1938)
Caccia alla volpe (The Fox Hunt) è un cortometraggio animato del 1938 della serie Donald & Goofy diretto da Ben Sharpsteen. Venne prodotto dalla Walt Disney Productions e uscì negli Stati Uniti il 29 luglio 1938, distribuito dalla RKO Radio Pictures.
Il film è un remake di The Fox Chase, un cortometraggio di Oswald il coniglio fortunato, e di Caccia alla volpe delle Sinfonie allegre. I tre film terminano più o meno nella stessa maniera, con una puzzola in un albero cavo.

## Trama
Topolino, Minni, Paperino, Pippo, Orazio e Chiquita sono nobili inglesi a caccia di volpi. Mentre Paperino è costretto ad affrontare diversi problemi con i suoi cani, Pippo è nelle vicinanze e, in sella al suo cavallo, incontra casualmente una volpe, mettendosi a esultare. Paperino lo sente, così suona la sua trombetta per richiamare all'ordine i cani, che, nella foga, si mettono a correre, tirando i guinzagli e finendo con il far perdere la presa al papero, che si schianta contro un albero. In seguito Paperino, nel rincorrere la volpe di prima, la afferra per la coda, venendone trascinato finché l'animale si rifugia in un albero cavo. Subito dopo arriva sul posto il resto del gruppo (insieme ai cani di Paperino), ma si scopre che la volpe è riuscita a scambiarsi con una puzzola, facendo scappare tutti a gambe levate.

## Distribuzione

### Edizione italiana
Esistono due doppiaggi italiani del corto: uno del 1988 incluso in VHS e uno del 1993 utilizzato in TV e in DVD.

### Edizioni home video

#### VHS
- Disney Adventures (aprile 1988)
- VideoParade vol. 5 (marzo 1993)

#### DVD
Il cortometraggio è incluso nel DVD Walt Disney Treasures: Semplicemente Paperino - Vol. 1.